# Сен-Клар
Сен-Клар (фр. Saint-Clar) — коммуна во Франции, находится в регионе Юг — Пиренеи. Департамент — Жер. Административный центр кантона Сен-Клар. Округ коммуны — Кондом.
Код INSEE коммуны — 32370.

## География

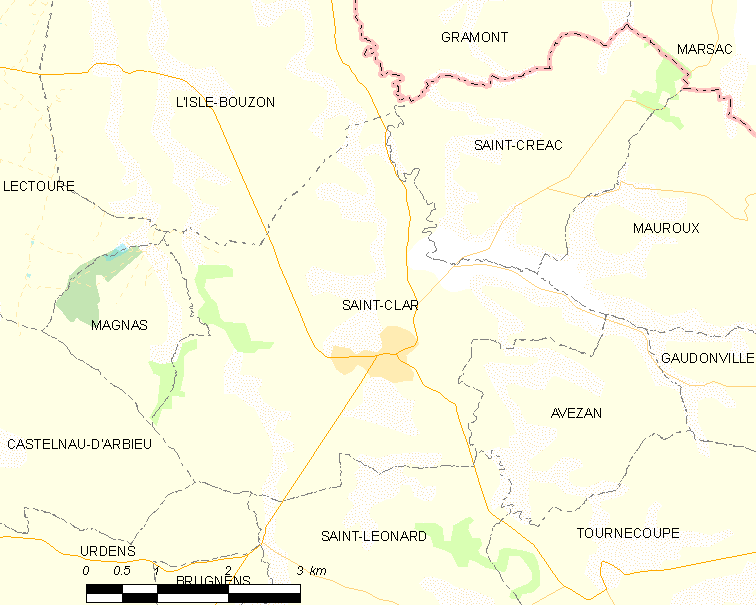
Карта коммуны

Коммуна расположена приблизительно в 570 км к югу от Парижа, в 65 км северо-западнее Тулузы, в 32 км к северо-востоку от Оша.
На западе коммуны протекает река Ору, а на востоке — река Арратс.

## Климат
Климат умеренно-океанический. Лето жаркое и немного дождливое, температура часто превышает 35 °С. Зимой часто бывает отрицательная температура и ночные заморозки. Годовое количество осадков — 700—900 мм.

## Население
Население коммуны на 2010 год составляло 1003 человека.
| 1962 | 1968 | 1975 | 1982 | 1990 | 1999 | 2010 |
| ---- | ---- | ---- | ---- | ---- | ---- | ---- |
| 1030 | 1033 | 987  | 972  | 879  | 869  | 1003 |

## Администрация
| Период | Период | Фамилия         | Партия                         | Примечания                     |
| ------ | ------ | --------------- | ------------------------------ | ------------------------------ |
| 1977   | 1989   | Андре Селлар    | Социалистическая партия        | депутат парламента (1978—1981) |
| 1989   | 2008   | Бернар Кассеньо | Союз за французскую демократию | генеральный советник кантона   |
| 2008   | 2020   | Давид Топьяк    | Социалистическая партия        | вице-президент CCBL            |

## Экономика
В 2010 году среди 565 человек трудоспособного возраста (15-64 лет) 417 были экономически активными, 148 — неактивными (показатель активности — 73,8 %, в 1999 году было 69,5 %). Из 417 активных жителей работали 377 человек (207 мужчин и 170 женщин), безработных было 40 (20 мужчин и 20 женщин). Среди 148 неактивных 50 человек были учениками или студентами, 59 — пенсионерами, 39 были неактивными по другим причинам.

## Достопримечательности
- Крытый рынок и мэрия (1818 год). Исторический памятник с 1986 года[4]

## Фотогалерея

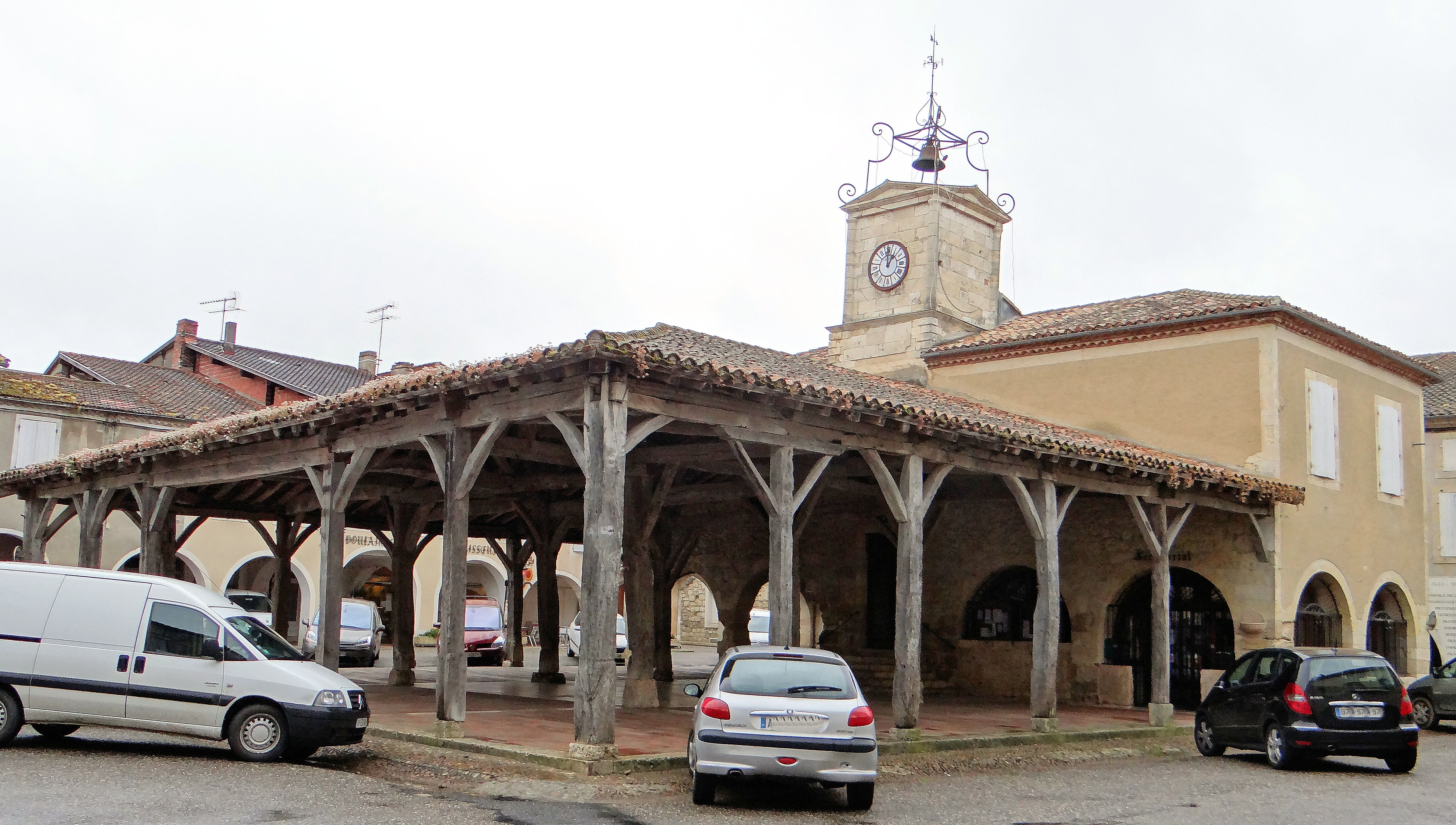
Крытый рынок и мэрия
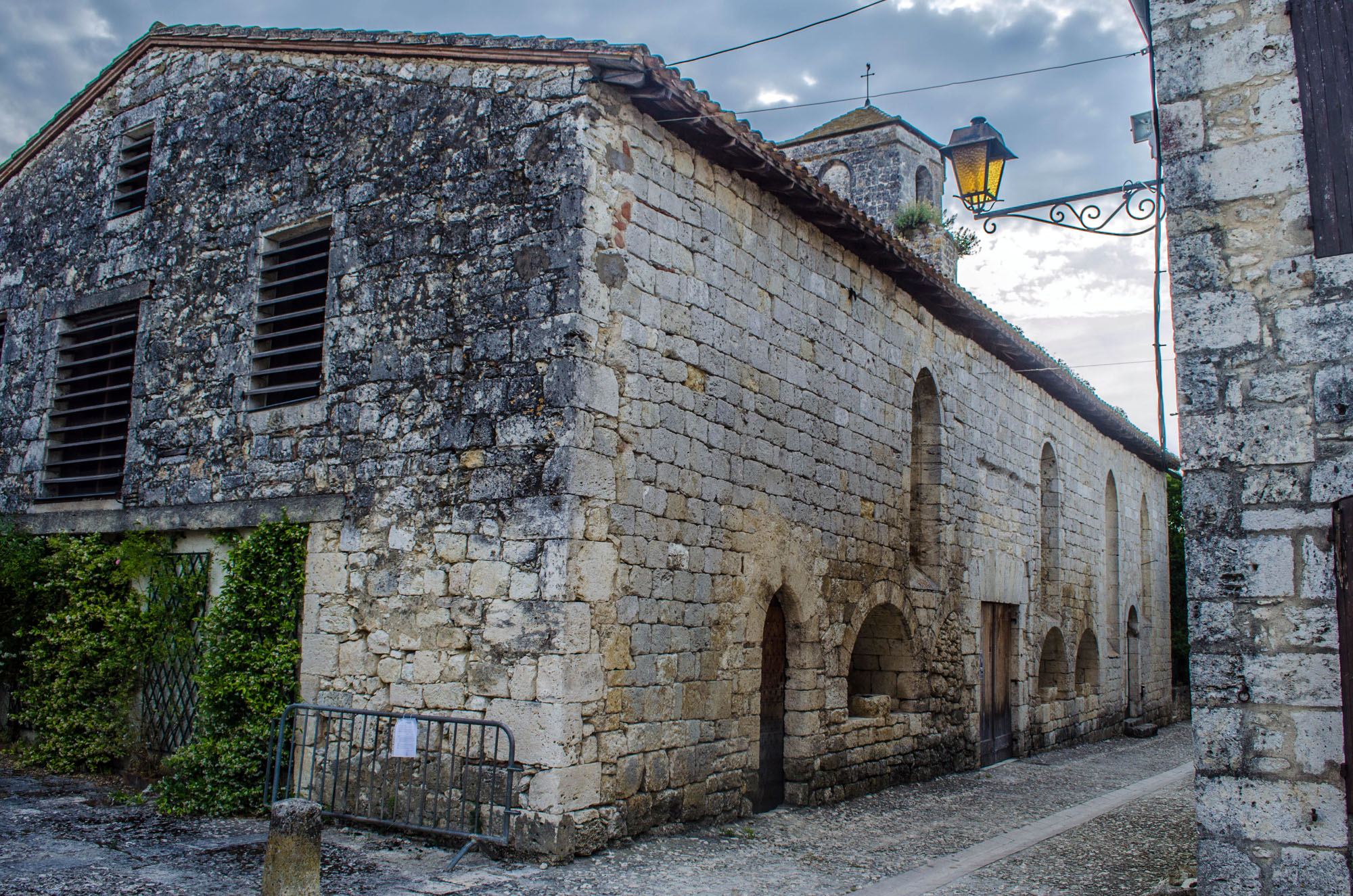
Церковь
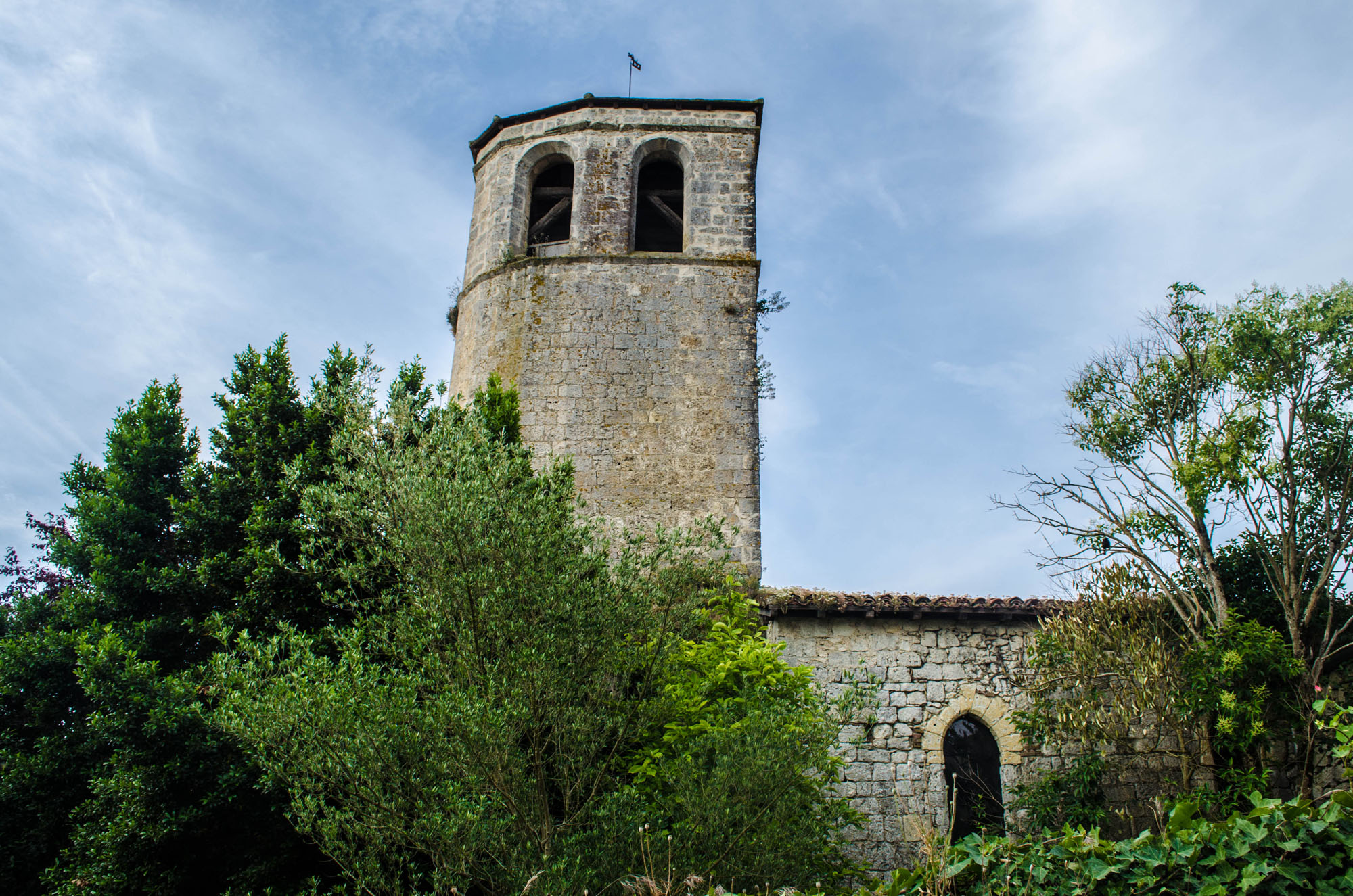
Церковь
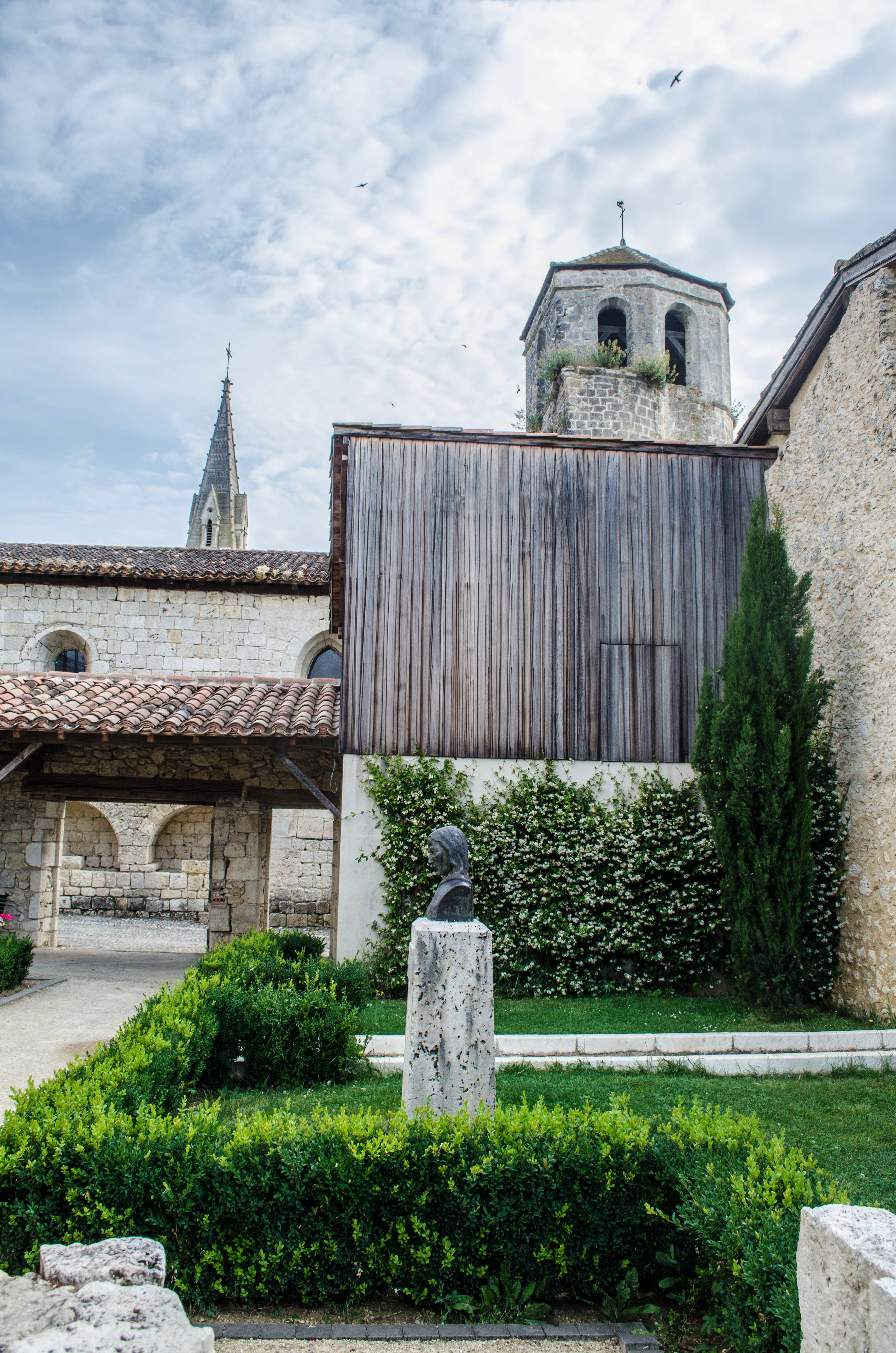
Площадь Астро
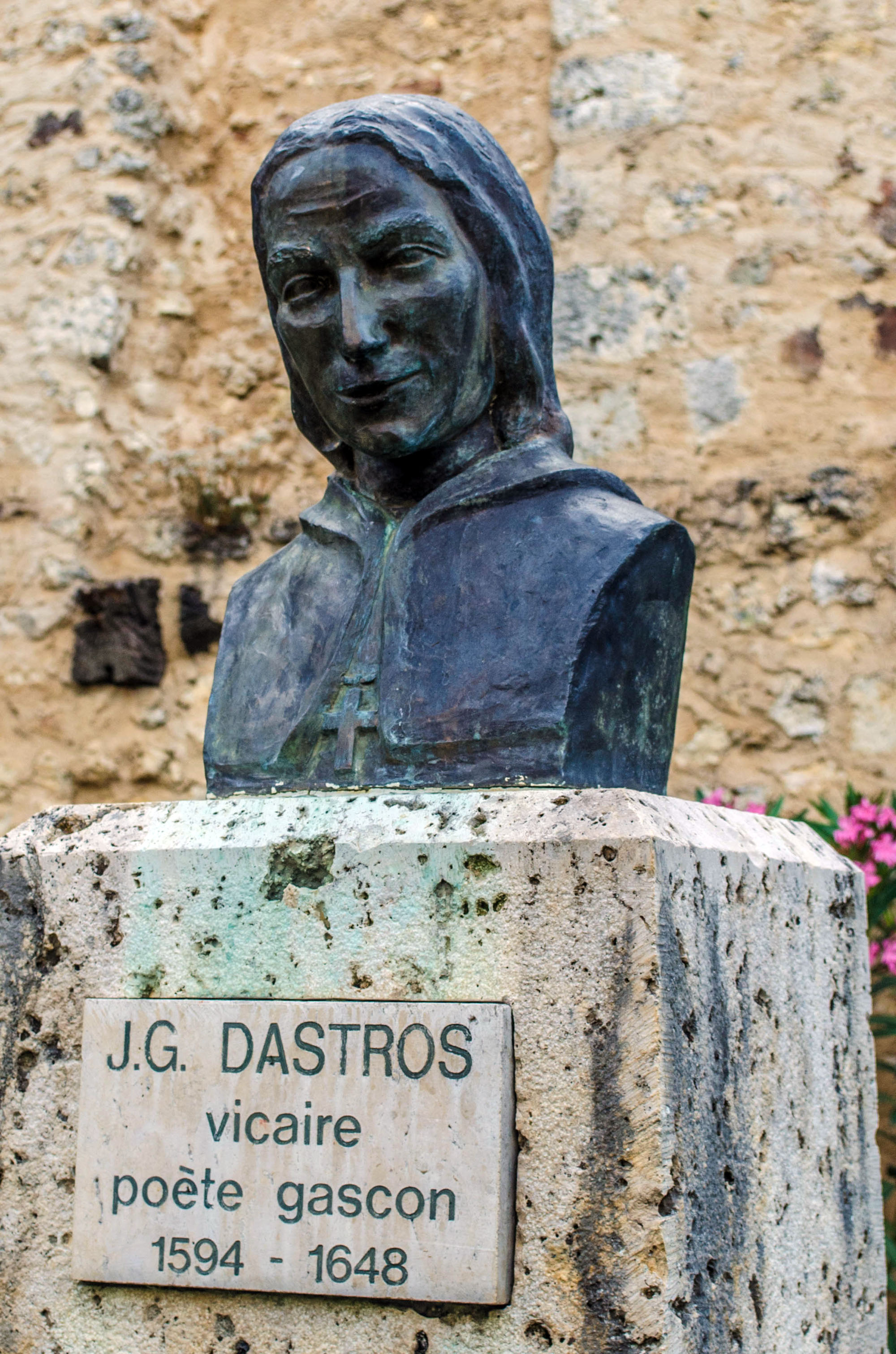
Бюст писателя и священника Ж.-Ж. Астро[фр.]